# 兵庫県立こばと聴覚特別支援学校
兵庫県立こばと聴覚特別支援学校（ひょうごけんりつ こばとちょうかくとくべつしえんがっこう）は、兵庫県西宮市田近野町にある県立特別支援学校。聴覚障害がある幼児を教育対象とする。
兵庫県立むこがわ特別支援学校への統合により、2025年（令和7年）度末で閉校予定である。

## 設置学部
- 保育相談部
- 幼稚部

## 歴史
- 1975年（昭和50年）4月1日 - 開校
- 2007年（平成19年）4月1日 - 学校名を「兵庫県立こばと聾学校」から「兵庫県立こばと聴覚特別支援学校」に変更

## 通学区域
県下全域。